# 5649 Donnashirley
5649 Donnashirley (1990 WZ2) là một tiểu hành tinh bay qua Sao Hỏa được phát hiện ngày 18 tháng 11 năm 1990 bởi Helin, E. ở Palomar.